# Brenda Dickson
Brenda Dickson, född 3 februari 1949 i Long Beach, är en amerikansk skådespelare. Hon är känd i rollen som Jill Foster Abbott i The Young and the Restless.

## Film- och TV-roller
| År                   | Titel                      | Roll               | Noter                                  |
| -------------------- | -------------------------- | ------------------ | -------------------------------------- |
| 1971                 | Men at Law                 |                    | Avsnittet ”One American”               |
| 1972                 | The F.B.I.                 | Donna              | Avsnittet ”The Set-Up”                 |
| 1972                 | Deathmaster                | Rona               |                                        |
| 1973                 | Love, American Style       |                    | Delen ”Love and the Sexpert”           |
| 1973                 | Here We Go Again           | Donna              | Avsnittet ”There's a Boy in My Rumaki” |
| 1973–1980; 1983–1987 | The Young and the Restless | Jill Foster Abbott |                                        |
| 1976                 | Taxi Driver                |                    |                                        |
| 1983                 | Maktkamp på Falcon Crest   | Tonys flickvän     | Avsnittet ”Maelstrom”                  |